# 母島列島

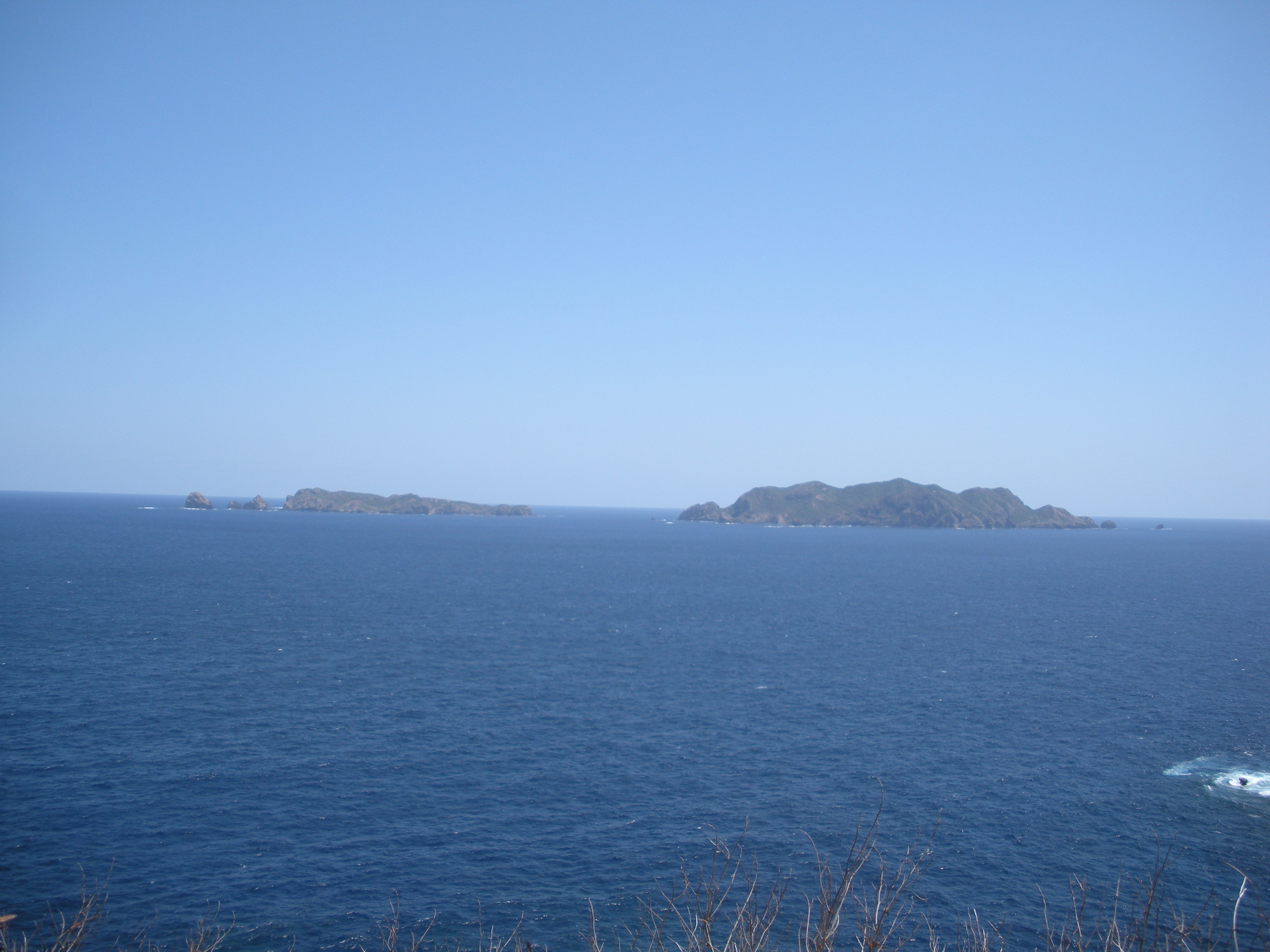
母島の小富士から望む妹島（右）と姪島（左）

母島列島（ははじまれっとう）は、母島、姉島、妹島、姪島、および、その周辺の島嶼から成る、小笠原諸島の中にある列島である。

## 概要
列島の中で最大の島が母島であり、姉島、妹島、姪島、向島などの周辺の小さな島々を含める。小笠原諸島の小笠原群島に位置し、聟島列島と父島列島の南にある。母島に約450人の島民がいる以外、列島の他の島々は無人島である。

## 母島列島を構成する島や岩など
- 母島 - 面積 20.21㎞2、人口 約450人、世界遺産 （登録 1362-012）
  - 乾崎 - 北部・西台（西半島部）北端
  - 鬼岩 - 乾崎の北の岩礁、標高90m
    - 地ノ碆（はえ）、沖ノ碆 - 鬼岩の北にある岩礁

  - 雷岩 - 北部・西台の西の沖にある岩礁
  - 東山 - 北部・東台（東半島部）、標高294m　旧日本軍の塹壕跡が残る。
    - 北岬 - 北部・東台北端
    - 臥牛角 - 北部・東台東端
      - 臥牛角東小島

  - 館山 - 三角点設置、標高270m
  - 庚申岳 - 北部主峰、標高286m

- 東側の湾状地形に母島漁港が、その北には北港（臨時港）がある
- かつては北村の集落があったが現在は廃村
- 庚申岳から大沢が北港に注ぐ
- 石門山 - 中北部、標高405m、

- 針の岩 - 標高約300m

- 石門山の北東にある石灰岩質の岩体で鍾乳洞もいくつか見つかっている。
- 石門山中や東海岸は、台風などによる崩落により段状の急斜面となり、石門地区へは立ち入りが禁止されている。
- 石門崎 - 中北部の北東端

- 堺ヶ岳 - 中部、標高444m
- 桑木山 - 中部、標高256m
- 乳房山 - 中部主峰で小笠原群島の最高地点、標高463m

- 沖港へ入る船から見える山の形状から名付いたと言われる。
- 西岸は猪熊湾、西浦などを望む。
- 堺ヶ岳から続く東岸は台風などで崩落した急傾斜で大崩湾に落ち込んでいる。
- 堺崎 - 猪熊湾北縁
- 三角岩 - 西浦の南縁にある岩礁
- 東崎 - 乳房山の断崖から東へ続く地峡でつながる半島の東端、標高約120m

- 長木山、吉兵衛山 - 乳房山から南へ続く標高200m - 400m の稜線を港側から見た呼称（東側が長木山、西側が吉兵衛山）

- 両山で挟まれた谷地形を大谷川が流れて沖港へ注ぐ
- 吉兵衛山の東岸は絶壁となって東崎湾へ落ちこむ
- 剣先山 - 中南部の乳房山の稜線上、標高245m

- 西側に大谷川の乳房ダム、東側に玉川ダムが設置されている
- 珍平山 - 中南部の乳房山の稜線上、標高約200m
- 四本岩 - 中部蝙蝠谷付近の西海岸沖の岩礁、標高53m
- 沖村 - 南部に開いた湾奥の沖港にあったかつて集落

- 現在は静沢、元地と呼び母島唯一の集落
- 長木山からの大谷川が沖港に注ぐ
- 都道は沖村から北港までの「北進線」と沖村から鍋弦山麓までの「南進線」が通る。
- 鮫ヶ崎 - 沖港の西側の港口
- 小剣先山展望台 - 珍平山からの稜線にある標高約110mの丘陵

- 沖港を一望でき、旧日本軍の機関砲座と砲筒が錆びたまま残る
- 焼山 - 中南部の南部半島基部、沖港の東側、標高約110m

- 南東岸に御幸之浜、南京浜
- 中腹の評議平には発電所がある。
- 中岬 - 沖港の南、中南部の南西端
- 中ノ平山 - 南崎半島北部、標高148m
- 鍋弦山 - 南崎半島中部、標高115m

- 西岸に万年青（おもと）浜、四ツ海岸
- 南麓に都道の南進線南端があり「都道最南端」の看板が架かる
- 裏高根 - 鍋弦山の東沖の岩礁

- 平助山 - 南崎半島南部、標高約100m

- 西岸に蓬莱根海岸、ワイビーチ
- 南崎 - 母島南部
- 小富士 - 南崎の南に突き出た山、標高約90m

- 鰹鳥（かつお）島 - 小富士から大瀬戸を挟んで南に位置する岩礁、標高54m

- 小鰹鳥島、中鰹鳥島が並ぶ
- 丸島 - 鰹鳥島の群礁から丸島瀬戸を挟んで南西に位置する岩礁、標高54m
- 二子島 - 丸島の南西に位置する岩礁

- 北港から鍋弦山麓までの都道沿いの周辺地域、猪熊湾、西浦から集落のある沖港と中岬までの西海岸は世界遺産の指定範囲から外されている。
- 平島 - 面積0.48㎞2、世界遺産（登録 1362-014）

- 母島南崎から孤を描く岩礁列の南端に位置、最高点は南西部の62m
- 向島 - 面積1.38㎞2、世界遺産（登録 1362-013）

- 平島から向島瀬戸を挟み北西約2㎞に位置、最高点137m
- 姉島 - 面積1.43㎞2、世界遺産（登録 1362-016）

- 平島から姉島瀬戸を挟み南約2㎞に位置、最高点117m
- 妹島 - 面積1.22㎞2、世界遺産（登録 1362-017）

- 姉島の東約4㎞に位置、最高点216m
- 姪島 - 面積1.11㎞2[要出典]、世界遺産（登録 1362-015）

- 妹島から姪島瀬戸を挟み約800m東北東に位置、最高点113m